# The Messengers (Fernsehserie)
The Messengers ist eine US-amerikanische Science-Fiction-Fernsehserie von Eoghan O’Donnell. Produziert wurde die Serie von 2014 bis 2015 von Thunder Road Pictures, den CBS Television Studios und Warner Bros. Television für den Fernsehsender The CW. Die Serie besteht aus 13 Episoden und dreht sich um fünf Fremde, die mit außerordentlichen Kräften versehen werden. Die Erstausstrahlung fand vom 17. April bis zum 24. Juli 2015 auf The CW statt. Die deutschsprachige Erstausstrahlung war auf ProSieben Maxx vom 4. April bis zum 9. Mai 2016.

## Handlung
Nachdem ein mysteriöses Objekt auf die Erde gestürzt ist, werden fünf junge Fremde von einem Energiepuls erwischt und fallen in Ohnmacht. Als sie wieder erwachen stellen sie fest, dass sie über außerordentliche Kräfte verfügen. Zu den fünf gehören die Wissenschaftlerin Vera Buckley, die arbeitslose Erin Calder, der High-School-Schüler Peter Moore, Bundesagent Raul Garcia und der Prediger Joshua Silburn Jr. Mit der Zeit lernen sich die fünf kennen und erkennen, dass sie zu den Boten der Apokalypse gehören und die vier Apokalyptischen Reiter aufhalten sollen.

## Ausstrahlung
Ursprünglich war die Premiere der ersten Episode in den Vereinigten Staaten für den 10. April 2015 angekündigt, dann aber um eine Woche nach hinten verschoben. Die Erstausstrahlung fand somit am 17. April 2015 auf The CW statt. Bereits nach drei ausgestrahlten Episoden entschied sich der Sender die Serie nicht über die erste Staffel hinaus fortzuführen.
In Deutschland strahlte der Free-TV-Sender ProSieben Maxx die komplette Serie vom 4. April bis zum 9. Mai 2016 in Doppelfolgen aus.

## Episodenliste
| Nr. | Deutscher Titel      | Originaltitel              | Erstausstrahlung USA | Deutschsprachige Erstausstrahlung (D) | Regie            | Drehbuch                          | Quoten (USA) in Mio. |
| --- | -------------------- | -------------------------- | -------------------- | ------------------------------------- | ---------------- | --------------------------------- | -------------------- |
| 1   | Das Erwachen         | Awakening                  | 17. Apr. 2015        | 4. Apr. 2016                          | Stephen Williams | Eoghan O’Donnell                  | 1,19                 |
| 2   | Die Zusammenkunft    | Strange Magic              | 24. Apr. 2015        | 4. Apr. 2016                          | Duane Clark      | Trey Callaway & Eoghan O’Donnell  | 0,77                 |
| 3   | Blut für Blut        | Path to Paradise           | 1. Mai 2015          | 11. Apr. 2016                         | Cherie Nowlan    | Oanh Ly                           | 0,65                 |
| 4   | Kriegstrommeln       | Drums of War               | 8. Mai 2015          | 11. Apr. 2016                         | Guy Norman Bee   | Carl Binder                       | 0,68                 |
| 5   | Die Zeichen der Zeit | Eye in the Sky             | 15. Mai 2015         | 18. Apr. 2016                         | Eriq La Salle    | Matt Pitts                        | 0,71                 |
| 6   | Metamorphose         | Metamorphosis              | 22. Mai 2015         | 18. Apr. 2016                         | Jeff Hunt        | Dre Alvarez & Anna Fishko         | 0,80                 |
| 7   | Deus Ex Machina      | Deus Ex Machina            | 29. Mai 2015         | 25. Apr. 2016                         | Jim Conway       | Clark Perry                       | 0,72                 |
| 8   | Getrennte Wege       | A House Divided            | 5. Juni 2015         | 25. Apr. 2016                         | Paul Kaufman     | Harrison Weinfeld & Daniel Zucker | 0,68                 |
| 9   | Tod und Teufel       | Death Becomes Her          | 12. Juni 2015        | 2. Mai 2016                           | Larry Shaw       | Oanh Ly                           | 0,755                |
| 10  | Die Regenmacher      | Why We Fight               | 19. Juni 2015        | 2. Mai 2016                           | Tim Hunter       | Joe Peracchio                     | 1,06                 |
| 11  | Kain und Abel        | Harvest                    | 10. Juli 2015        | 9. Mai 2016                           | Oz Scott         | Carl Binder                       | 0,82                 |
| 12  | Der siebte Bote      | Spark of Hope              | 17. Juli 2015        | 9. Mai 2016                           | Fred Toye        | Eoghan O’Donnell                  | 0,62                 |
| 13  | Das letzte Gefecht   | Houston, We Have a Problem | 24. Juli 2015        | 9. Mai 2016                           | Duane Clark      | Trey Callaway                     | 0,82                 |